# Светлоглазый тиранчик
Светлоглазый тиранчик (лат. Atalotriccus pilaris) — вид воробьинообразных птиц из семейства тиранновых (Tyrannidae), выделяемый в монотипический род Atalotriccus. Распространена эта птица с запада Панамы до Венесуэлы и Гвианы. Длина тела около 9 см.

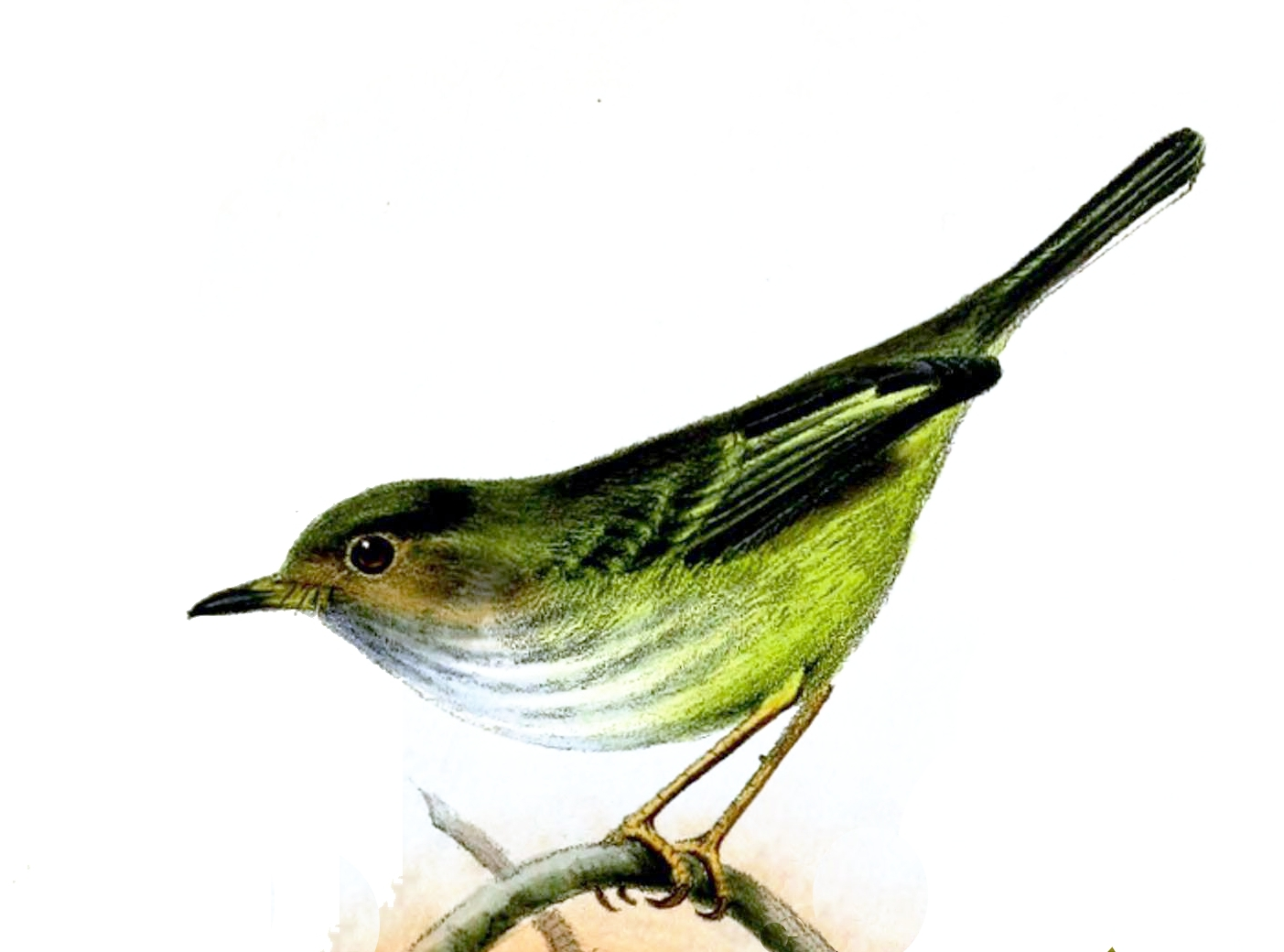

## Подвиды
Международный союз орнитологов выделяет 4 подвида:
- Atalotriccus pilaris wilcoxi — запад Панамы (Чирики и Зона Панамского канала)[1];
- Atalotriccus pilaris pilaris — север Колумбии (от Боливара восточнее до Гуахира и южнее до Уила и Мета) и северо-запад Венесуэлы (Сулия, Тачира)[1];
- Atalotriccus pilaris venezuelensis — север Венесуэлы[1];
- Atalotriccus pilaris griseiceps — восток Колумбии, восток центральной части Венесуэлы (север Амасонаса, север Боливар, Дельта-Амакуро) и запад Гвианы[1].